# DBU Bornholm
DBU Bornholm er en lokalunion for fodboldklubber på Bornholm, som blev stiftet den 28. marts 1907. Unionen har adresse i Rønne og er medlem af Foreningen af Lokalunioner i Danmark (FLU) under Dansk Boldspil-Union (DBU) og Danmarks Idræts-Forbund (DIF). Klubber beliggende på Bornholm kan optages som medlem af DBU Bornholm.
DBU Bornholm er den yngste og mindste lokalunion med 19 klubber (repræsenterer godt 1,2 procent af det samlede antal medlemsklubber i 2005) under DBU.